# Dendronephthya hadzii
Dendronephthya hadzii är en korallart som beskrevs av Tixier-Durivault och Prevor 1959. Dendronephthya hadzii ingår i släktet Dendronephthya och familjen Nephtheidae. Inga underarter finns listade i Catalogue of Life.